# Alfredo Eduardo Barreto de Freitas Noronha
Alfredo Eduardo Barreto de Freitas Noronha, ismertebb nevén Noronha (Porto Alegre, 1918. szeptember 25. – São Paulo, 2003. július 27.), brazil labdarúgóhátvéd.